# Rocca (Pieve di Cento)
La Rocca di Pieve di Cento è un edificio storico di difesa. Insieme a Porta Asìa, Porta Bologna, Porta Cento e Porta Ferrara costituisce il patrimonio storico difensivo cittadino.
Oggi è sede del Museo delle Storie di Pieve.

## Storia
A partire dal XIII secolo, a Pieve di Cento si iniziò a costruire un fossato e un terrapieno fortificato con palizzata. Completavano il sistema quattro porte in legno, che fungevano anche da torri armate, e segnavano gli ingressi al paese. Situata in prossimità di Porta Bologna, la Rocca venne costruita a seguito degli impegni reciproci intercorsi fra il Comune di Bologna e i pievesi dopo le contese del 1380. Dopo decenni di tensioni e di rivolte nel Centopievese contro il potere vescovile, infatti, nel 1381 Pieve di Cento passò sotto il governo del Comune di Bologna. La Rocca venne costruita nel 1387 dal Comune di Bologna su progetto di Antonio di Vincenzo (il progettista della Basilica di San Petronio a Bologna), e nasce come baluardo difensivo, isolato sulla linea dei terragli e dei fossati. L'impianto planimetrico riconduce alla figura del quadrato, a sua volta ripartito in nove quadrati dove trovano posto gli elementi principali della fortezza: il mastio e le porte. La grande torre maestra presenta due accessi, le feritoie al piede erano adibite al tiro radente, mentre le feritoie nelle mura erano le postazioni degli arcieri. Nelle doppie porte erano in funzione i ponti levatoi.
Una volta cessata la funzione militare, la Rocca venne utilizzata come casale contadino adibito ad abitazione. Intorno al 1980, interventi di restauro hanno fatto dell’edificio la sede del Museo Civico fino al 2012, anno in cui la struttura è divenuta inagibile a causa del terremoto dell'Emilia.
In seguito a lavori di consolidamento, dal 2015, la Rocca è diventata una sede del Museo delle Storie di Pieve (l'altra sede è presso Porta Bologna), in cui si racconta la millenaria storia culturale, economica e sociale della città, attraverso un percorso espositivo che impiega moderne tecnologie.